# Charlotte Walker

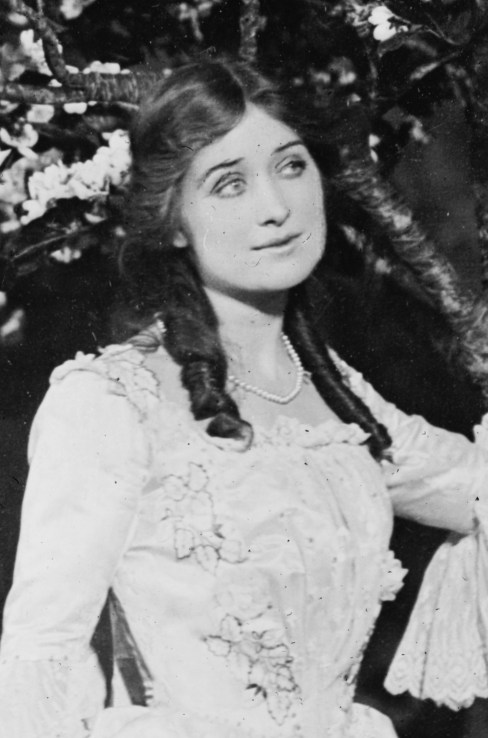
Walker en The Crisis, en Broadway en 1902

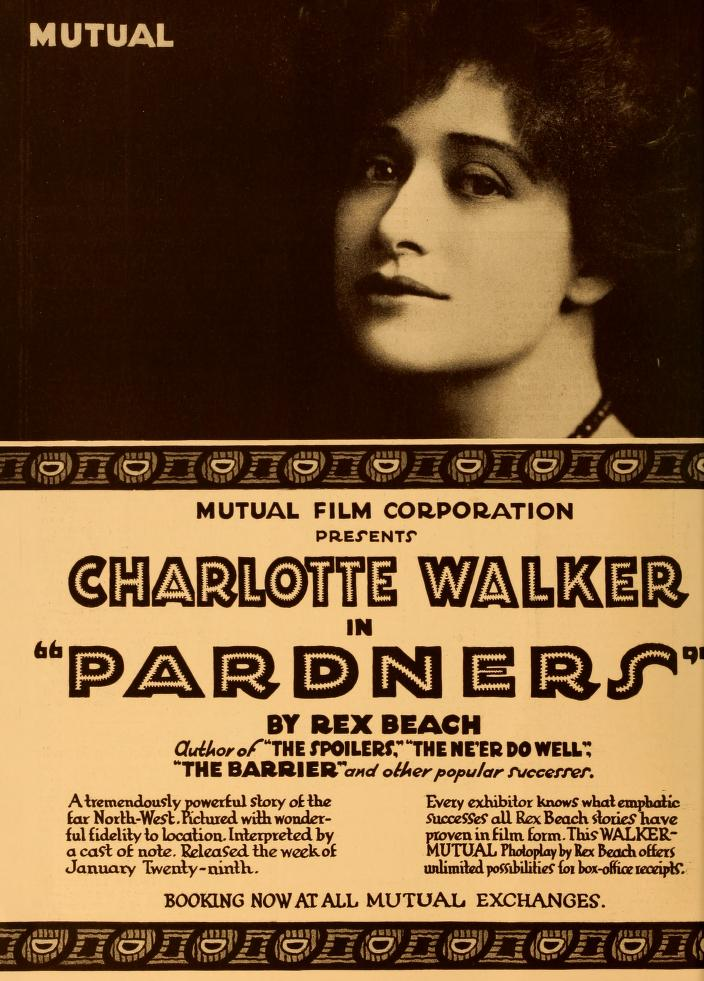
Pardners (1917)

Charlotte Walker (29 de diciembre de 1876 [algunas fuentes mencionan el año 1878] – 23 de marzo de 1958) fue una actriz teatral y cinematográfica de nacionalidad estadounidense.  

## Biografía

### Inicios
Su nombre completo era Charlotte Ganahl Walker, y nació en Galveston, Texas, siendo sus padres Edwin A. Walker (1849-1889) y Charlisa De Ganahl (1855-1934).  

### Carrera
Walker debutó en el teatro siendo adolescente. A los 19 años de edad actuaba en Londres, Inglaterra, en una comedia titulada The Mummy, trabajando con Richard Mansfield. Más adelante volvió a su nativa Texas.
Charlotte Walker debutó en el circuito de Broadway, en Nueva York, en 1900 con la comedia musical Miss Prinnt, trabajando con Marie Dressler en el papel del título. Walker fue June en Trail of the Lonesome Pine, en el año 1911. Posteriormente repetiría el papel en la película de Cecil B. DeMille rodada en 1916 The Trail of the Lonesome Pine. David Belasco la descubrió actuando en On Parole. Fue contratada para hacer papeles protagonistas en las obras The Warrens of Virginia, Just a Wife, y Call The Doctor, producciones de Belasco llevadas a escena con anterioridad a la Primera Guerra Mundial.
Ella continuó actuando en Boadway, y en 1923 trabajó con Ethel Barrymore en The School For Scandal, obra producida por el Player's Club.
La carrera cinematográfica de Walker se inició en 1915 con Kindling y Out of the Darkness. En su último film mudo, The Midnight Girl (1925), trabajó junto a Bela Lugosi. Esa es una de las pocas películas mudas de Walker que se conserva.
Walker siguió actuando para el cine en los primeros años 1930. Entre sus últimas películas figuran Lightnin (1930), Millie (1931), Salvation Nell (1931), y Hotel Variety (1933).

### Vida personal
Walker se casó por vez primera el 16 de noviembre de 1896 con el Dr. John B. Haden, en Nueva York. Tuvieron dos hijas, Beatrice Shelton Haden (nacida en 1897) y Katherine Haden, actriz conocida como Sara Haden. Tras su divorcio, la actriz volvió a las tablas. Su segundo marido fue el escritor y guionista Eugene Walter, adaptador al teatro de la novela The Trail of the Lonesome Pine. Ambos se divorciaron en 1930.
Charlotte Walker falleció en 1958 en un hospital de Kerrville, Texas, a los 81 años de edad. Fue enterrada en el Cementerio Old City de Galveston.

## Teatro en Broadway (íntegro)

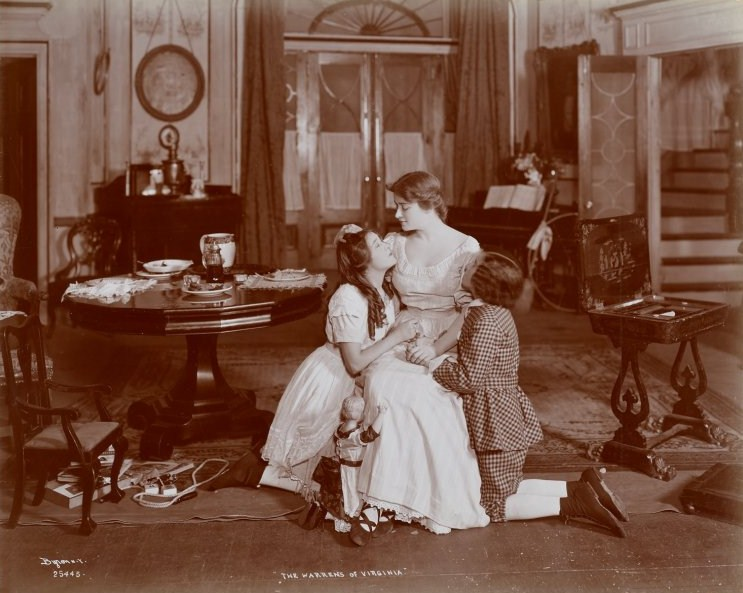
De izq. a der. : Mary Pickford, Charlotte Walker y Richard Storey en The Warrens of Virginia (1907-1908)

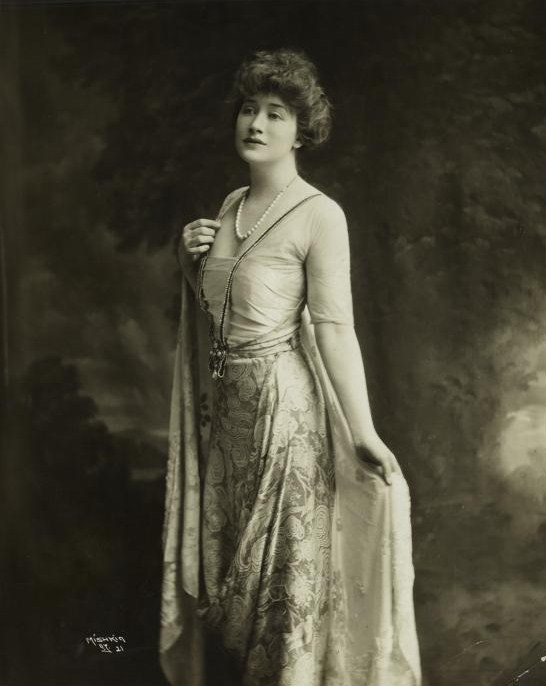
En Call the Doctor (1920

- 1900-1901 : Miss Prinnt, de John L. Golden y George V. Hobart
- 1901 : Don Caesar's Return, de Victor Mapes
- 1901-1902 : A Gentleman of France, de Harriet Ford
- 1902 : The Crisis, de Winston Churchill
- 1903 : John Ermine of the Yellowstone, de Louis Evan Shipman
- 1904 : The Crown Prince, de George H. Broadhurst
- 1904 : Jack's Little Surprise, de Louis Eagan
- 1904-1905 : The Fortunes of the King, de Charles A. Doremus y Leonidas Westervelt
- 1905 : The Prodigal Son, de Hall Caine
- 1905-1906 : As Ye Sow, de John M. Snyder
- 1906 : The Triangle, de Rupert Hughes
- 1906 : The Optimist, de Sydney Rosenfeld
- 1906 : The Embarrassment of Riches, de Louis K. Anspacher
- 1907 : On Parole, de Louis Evan Shipman
- 1907-1908 : The Warrens of Virginia, de William C. de Mille
- 1910 : Just a Wife, de Eugene Walter
- 1912 : The Trail of the Lonesome Pine, de Eugene Walter
- 1915 : The Two Virtues, de Alfred Sutrot
- 1918 : Nancy Lee, de Eugene Walter y H. Crownin Wilson
- 1920 : Call the Doctor, de Jean Archibald
- 1921 : The Skylark, de Thomas P. Robinson
- 1921-1922 : Trilby, adaptación de la novela de George du Maurier
- 1923 : The School for Scandal, de Richard Brinsley Sheridan
- 1924 : The Comedienne, de Paul Armont y Jacques Bousquet
- 1925 : Two by Two, de John Turner y Eugenie Woodward
- 1931 : The Roof, de John Galsworthy
- 1932 : If Booth Had Missed, de Arthur Goodman
- 1932 : The Boy Friend, de John Montague
- 1932-1933 : Girls in Uniform, de Christa Winsloe
- 1934 : A Sleeping Clergyman, de James Bridie

## Selección de su filmografía

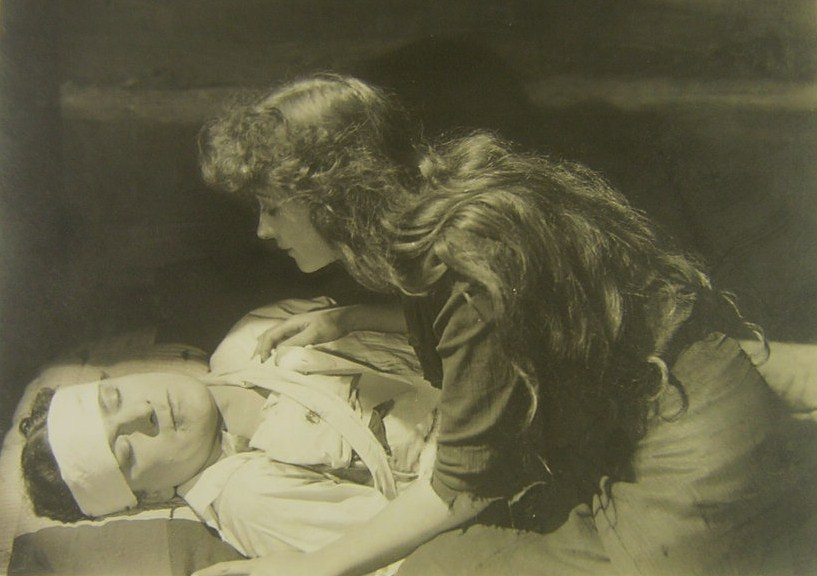
Con Thomas Meighan en The Trail of the Lonesome Pine (1916)

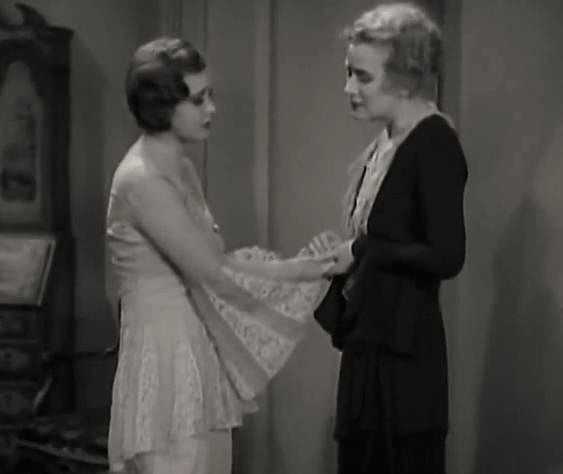
Con Helen Twelvetrees (izq.) en Millie (1931)

- 1915 : Kindling, de Cecil B. DeMille
- 1915 : Out of the Darkness, de George Melford
- 1916 : The Trail of the Lonesome Pine, de Cecil B. DeMille
- 1917 : Mary Lawson's Secret, de John B. O'Brien
- 1918 : Every Mother's Son, de Raoul Walsh
- 1924 : Classmates, de John S. Robertson
- 1924 : The Sixth Commandment, de Christy Cabanne
- 1924 : The Lone Wolf, de Stanner E. V. Taylor
- 1925 : The Manucure Girl, de Frank Tuttle
- 1925 : The Midnight Girl, de Wilfred Noy
- 1926 : The Great Deception, de Howard Higgin
- 1926 : The Savage, de Fred C. Newmeyer
- 1928 : Annapolis, de Christy Cabanne
- 1929 : Paris Bound, de Edward H. Griffith
- 1929 : South Sea Rose, de Allan Dwan
- 1930 : Three Faces East, de Roy Del Ruth
- 1930 : Double Cross Roads, de George E. Middleton y Alfred L. Werker
- 1930 : Scarlet Pages, de Ray Enright
- 1930 : Lightnin', de Henry King
- 1931 : Millie, de John Francis Dillon
- 1931 : Salvation Nell, de James Cruze
- 1941 : Scattergood Meets Broadway, de Christy Cabanne